# Johann Limbeck von Lilienau

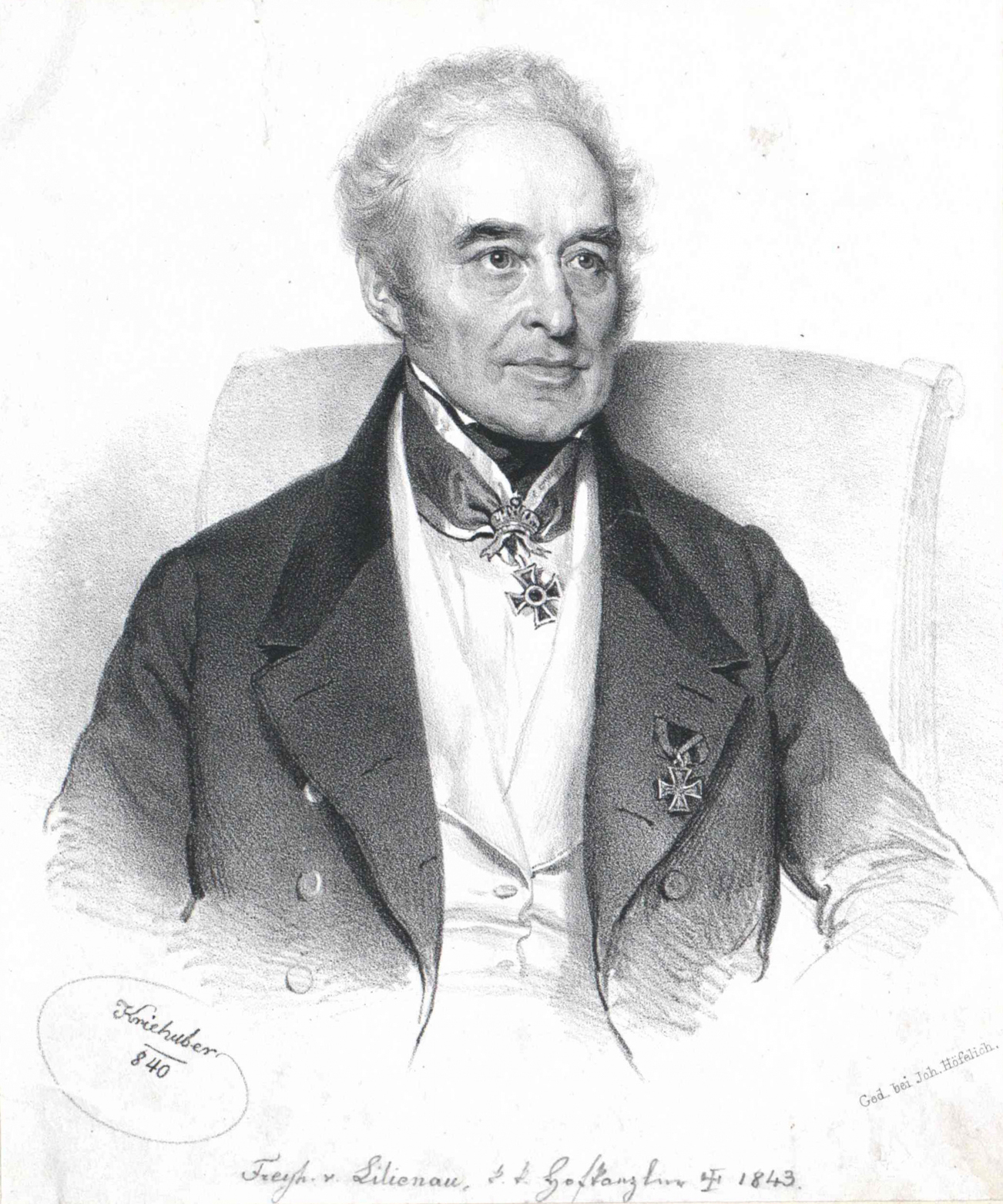
Johann Limbeck von Lilienau

Johann Baptist Johann Nepomuk Limbeck Freiherr von Lilienau (* 13. November 1767 in Eger; † 12. August 1842 in Wien) war ein österreichischer Politiker und Vizekanzler der vereinigten Hofkanzlei in Wien.

## Leben

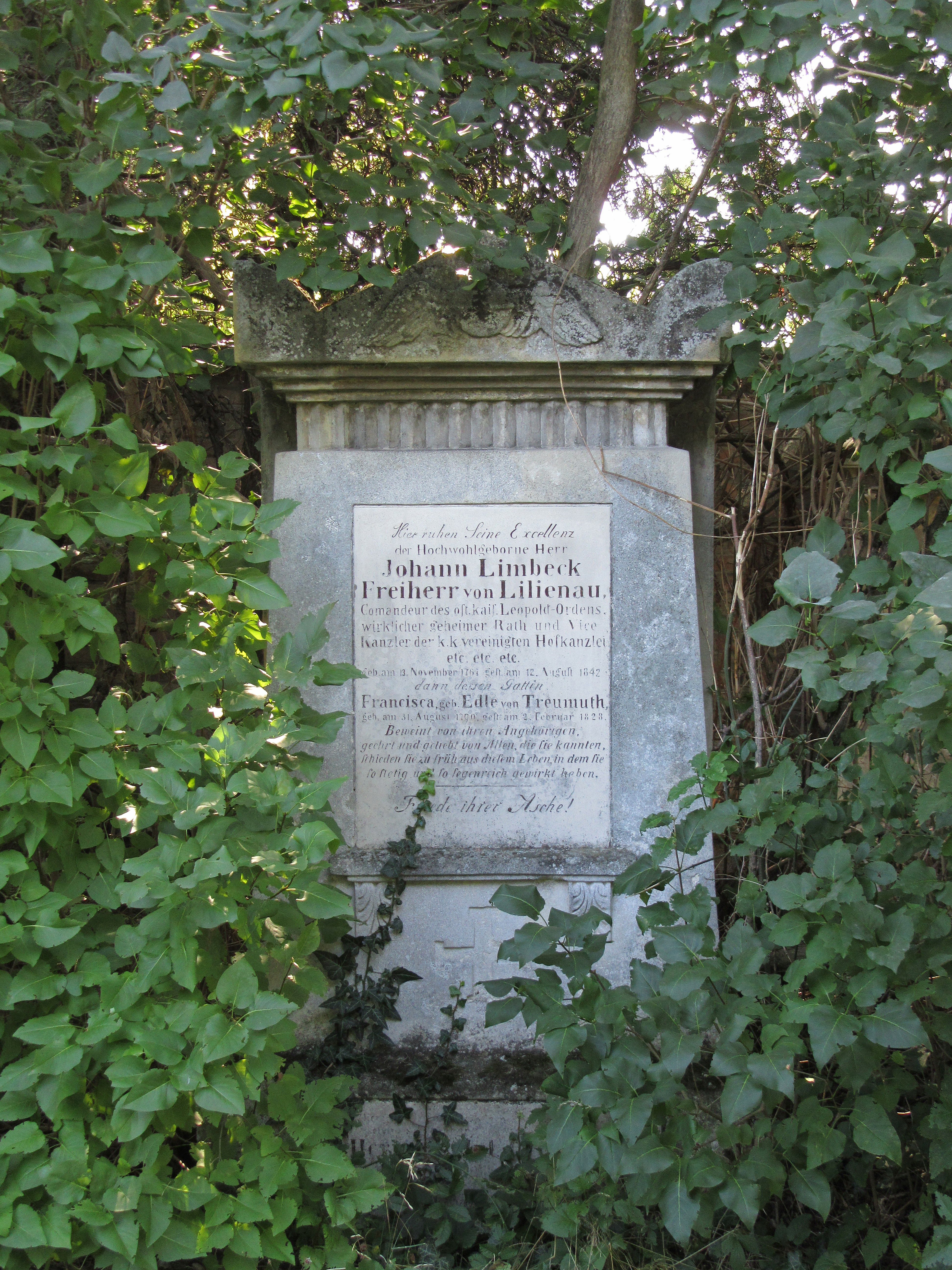
Grabstein

Er stammte aus dem böhmischen briefadeligen Geschlecht Limbeck von Lilienau. Seine Eltern waren der kaiserliche Rat und Bürgermeister von Eger Johann Matthäus Maximilian Limbeck von Lilienau (1723–1806), und dessen Ehefrau Anna Clara geb. Dressel von Neuenberg. Sein Vater und Onkel wurden 1790 bw. 1793 vom bayerischen Kurfürsten Karl Theodor und Kaiser Franz II. in den erblichen Ritterstand erhoben. Johann Limbeck von Lilienau fungierte von 1812 bis 1816 als Stadthauptmann von Prag, danach war er Hofrat der vereinigten k. k. Hofkanzlei in Wien, der er zuletzt als Vizekanzler vorstand. Am 12. September 1831 erhob ihn Kaiser Franz II. mit dem Prädikat „von Limbeck“ in den österreichischen Adelsstand und verlieh ihm ein Wappen. Des Weiteren erhielt er von Kaiser Ferdinand I. am 14. Januar 1837 in Wien den österreichischen Ritterstand und das böhmische Inkolat. Als Kommandeur des Österreichisch-kaiserlicher Leopold-Orden erlangte er am 23. Oktober 1837 in Wien auch den erblichen österreichischen Freiherrenstand. Johann Limbeck von Lilienau starb am 12. August 1842 in Wien und wurde auf dem Friedhof St. Marx beigesetzt.

## Familie
Johann Limbeck von Lilienau heiratete am 5. Mai 1799 in Prag St. Nikolaus Franziska Tochtermann von Treumuth (* 3. August 1770; † 2. Februar 1828 in Wien). Aus der Ehe gingen folgende Kinder hervor:
1. Maximilian Limbeck Freiherr von Lilienau (* 3. Februar 1800 in Prag; † 21. Februar 1862 in Wien), k. k. Sektionsrat und Kanzlist im k. k. Finanzministerium, ⚭ 16. Juli 1834 in Wien Maria Faukal
2. Joseph Andreas Alois Limbeck Freiherr von Lilienau (* 28. November 1801 in Saaz)
3. Alois Limbeck Freiherr von Lilienau (* 25. Oktober 1803 in Saaz; † 8. August 1876 in Rodaun), k. k. niederösterreichischer Statthalterei-Sekretär a. D., ⚭ 22. Juli 1843 in Floridsdorf Karoline Leibenfrost
4. Klara Elisabeth Limbeck Freiin von Lilienau (* 25. Januar 1806 in Prag; † 14. März 1851 in Wien), ⚭ 10. Januar 1829 in Wien Joseph Erasmus Anton Czermak, Doktor med., Professor an der Universität Wien